# Karbenningby

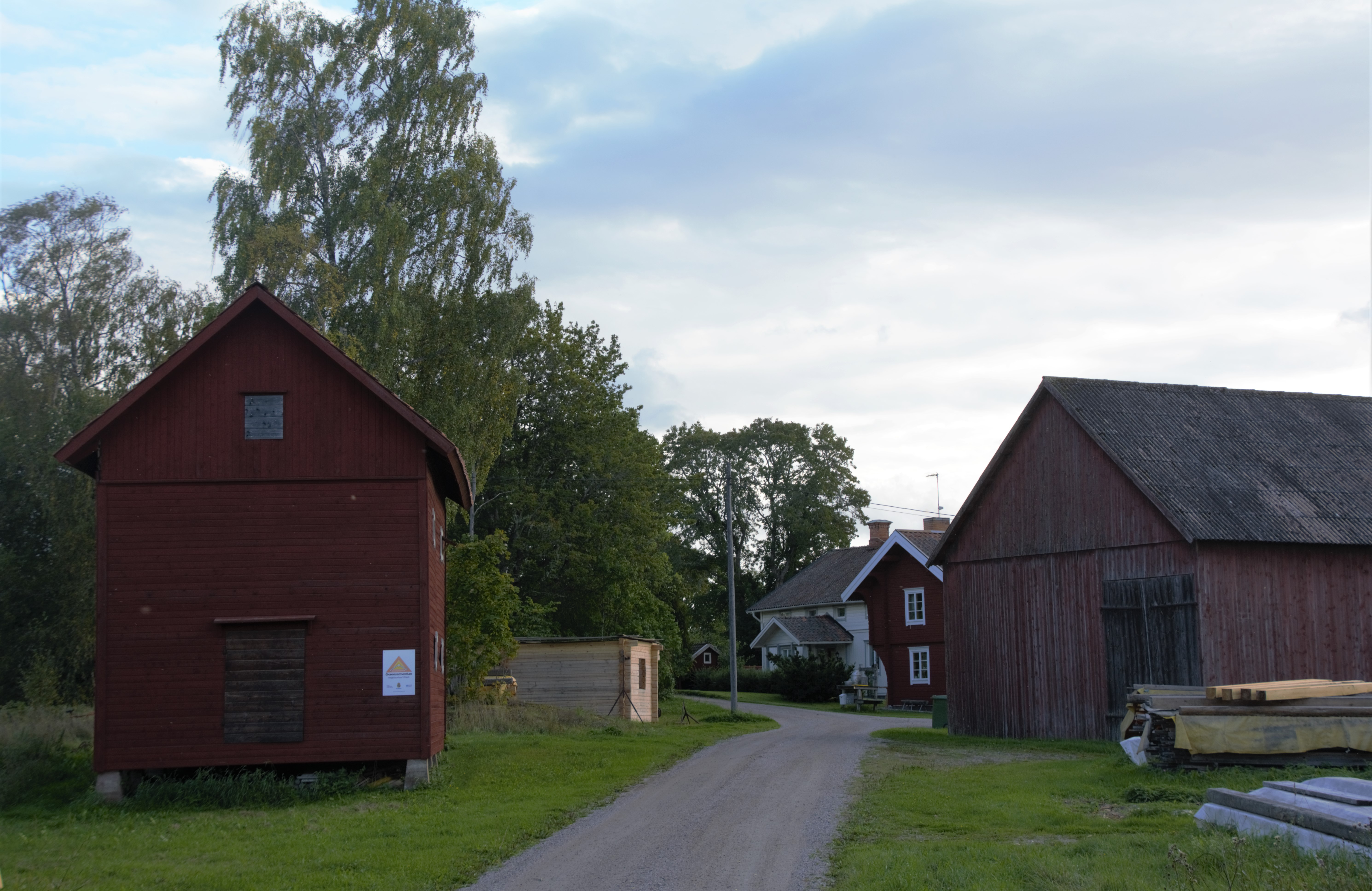
Infarten till Karbenningby norrifrån

Karbenningby är en by i Karbennings socken i Norbergs kommun, vilken ligger vid Svartån strax söder om Labodasjön.

## Hytta och hamrar
Karbenningby hytta låg nedanför dammen och finns belagd i en förteckning från 1539. År 1784 tillverkades 190 ton. En ny hytta uppfördes 1865. Den var på nedgång under 1880-talet, men driften återupptogs 1886. Surahammars Bruk köpte då in sig, arrenderade hela hyttan 1890 och övertog den helt 1895. Den blåstes ned för gott 1907. Kvar idag finns en hyttruin med ytmåtten 6,5 x 8,5 meter.
I byn fanns också två stångjärnshamrar från åtminstone tidigt 1600-tal. Karbenningby övre hammare  vid Svartåns utlopp ur Labodasjön anlades 1617 och drogs in 1689 för att bevara skog. Karbenningby nedre hammare  anlades i början av 1600-talet och var igång fram till 1873. Ruinen efter den mäter 4 x 9 meter. På platsen för den nedre hammaren har det också funnits en såg.

## Karbennings gamla kyrka

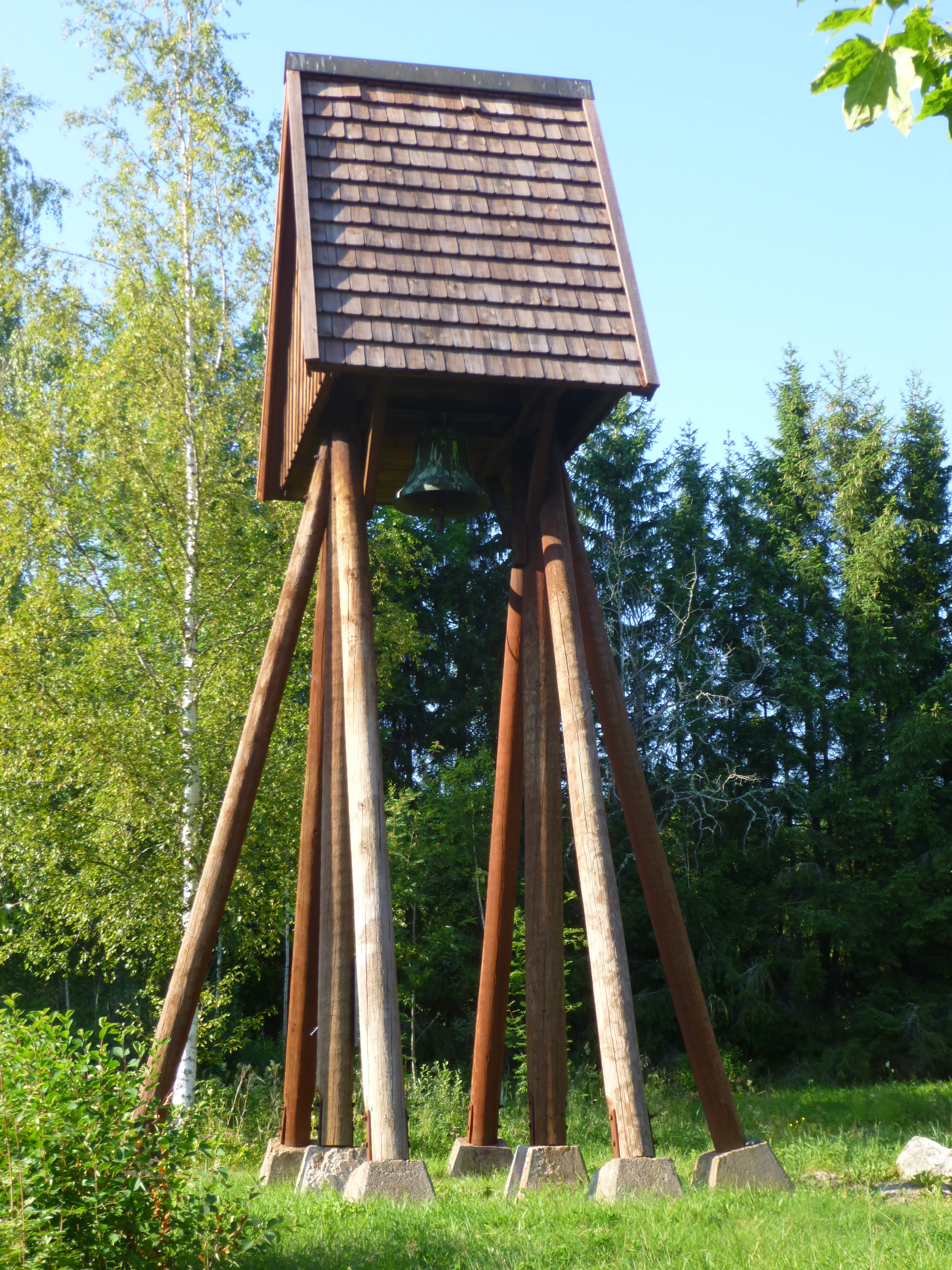
Klockstapeln vid Karbennings gamla kyrka

Karbenningby låg ursprungligen i Västerfärnebo socken. Ett kapell i trä med tegelgolv och spåntäckt tak uppfördes i byns östra del av bergsmännen i Karbenningby och invigdes 1654. Det hade 20 bänkar på manssidan och 17 på kvinnosidan och en läktare med sammanlagt 20 bänkar. Två kyrkklockor fanns i en fristående klockstapel. Kyrkan blev så småningom för liten och en ny församlingskyrka togs i bruk 1845 två kilometer väster om den gamla, närmare landsvägen mellan Norberg och Västerfärnebo. Den gamla kyrkan, med dekorationsmålningar från 1710, såldes på auktion och revs. Klockstapeln blev kvar, men byttes ut mot en ny 1969.